# Lew Dmitrijewitsch Gudkow
Lew Dmitrijewitsch Gudkow (russisch Лев Дмитриевич Гудков; * 6. Dezember 1946 in Moskau) ist ein russischer Soziologe. Seit 2006 ist er der Direktor des russischen Meinungsforschungsinstituts Lewada-Zentrum und Cheflektor von dessen Publikation Der Bote der gesellschaftlichen Meinung.

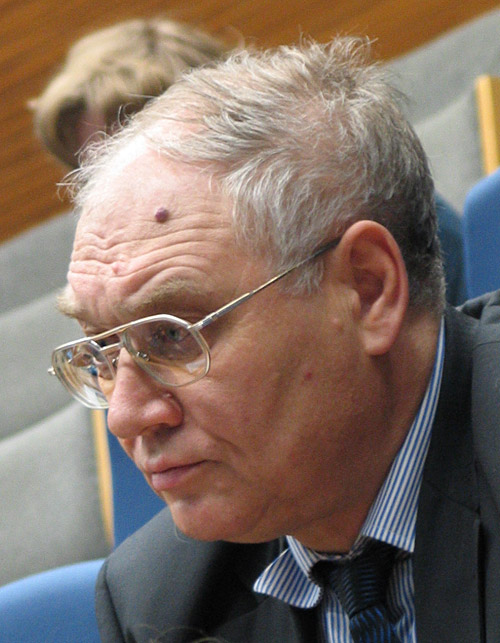
Lew Gudkow (2008)

## Leben
1971 promovierte er an der Staatlichen Universität Moskau als Doktor der philosophischen Wissenschaften. 1970 bis 1973 arbeitete er an der Abteilung für Forschungsmethodologie der sozialen Prozesse im Institut der konkreten Sozialforschung in der Akademie der Wissenschaften der UdSSR. Anschließend war er bis 1977 Mitarbeiter der Abteilung der Philosophie und der Soziologie im Institut der wissenschaftlichen Informationen der Gesellschaftswissenschaften an der Akademie der Wissenschaften der UdSSR. Ab 1977 bis 1984 war Gudkow wissenschaftlicher Mitarbeiter der Abteilung für die Soziologie des Buches und der Lektüre in der Russischen Staatsbibliothek. Im Anschluss fungierte er bis 1986 als Wissenschaftlicher Mitarbeiter der Abteilung der Soziologie des Designs am Institut für technische Ästhetik. Von 1986 bis 1988 war Gudkow wissenschaftlicher Mitarbeiter der offenen Buchkammer und von 1988 bis 1991 führender wissenschaftlicher Mitarbeiter des gesamtsowjetischen Zentrums für das Studium der öffentlichen Meinung.
1991 wurde Gudkow Leiter der Theorieabteilung (später „Abteilung für Sozialpolitische Forschungen“) im WZIOM. Er verließ dieses 2003 mit Juri Lewada. Anschließend ging er der gleichen Tätigkeit im Analytischen Levada Center nach. Nach dem Tod Lewadas wurde er der Leiter des Zentrums.
Derzeit ist Gudkow Cheflektor der Zeitschrift Bote der gesellschaftlichen Meinung (bis 2006 stellvertretend) und lehrt Soziologie an der Moskauer Hochschule der Sozial- und Wirtschaftswissenschaften. Gudkow nahm an allen Hauptprojekten des Lewada-Zentrums teil (Sowjetmensch (1989–2003), Bürokratie, Russischer Nationalismus, Die Ergebnisse des Jahres: Die Gesellschaft 1989-2003 u. a.).
Am 26. November 2017 wurde er in Köln mit dem Lew-Kopelew-Preis ausgezeichnet.

## Schriften
- Metafora i ratsionalnost kak osnova epistemologii literaturi. Moscow, 1994
- mit Boris Dubin: Intelligentsia, Moscow-Kharkov, 1995
- mit A. Levinson: Attitudes Toward Jews in the Soviet Union: Public Opinion in Ten Republics. New York: American Jewish Committee, 1992
- mit A. Levinson: Attitudes Toward Jews in the Commonwealth of Independent States. New York: American Jewish Committee, 1994.
- mit Victor Zaslavsky: Russland. Kein Weg aus dem postkommunistischen Übergang? Berlin: Wagenbach, 2011. ISBN 978-3-8031-3635-0